# إينوسنت الثالث عشر
البابا إينوسنت الثالث عشر ((باللاتينية: Innocentius XIII); 13 أيار / مايو 1655 – 7 آذار / مارس 1724), ولد مايكل أنجلو كونتيك ان رئيس الكنيسة الكاثوليكية وحاكم الولايات البابوية من 8 أيار / مايو 1721 إلى وفاته في 1724. وإلى الآن، هو أخر من تسمى «إينوسنت».
كان البابا إنوسنت الثالث عشر يميل للإصلاح فقد فرض معايير جديدة من التدبير، وإلغى الإفراط في الإنفاق. أخذ الخطوات جذرية لإنهاء المحسوبية من خلال إصدار المرسوم يحرم خلفائه من منح الأراضي أو مكاتب أو أي دخل لأقاربهم وهو شيء عارضه العديد من الكرادلة الذين كانوا يأملون في أنيصبحوا باباوات لتستفيد أسرهم.